# Spiraea fritschiana
Spiraea fritschiana är en rosväxtart som beskrevs av Camillo Karl Schneider. Spiraea fritschiana ingår i släktet spireor, och familjen rosväxter.

## Underarter
Arten delas in i följande underarter:
- S. f. angulata
- S. f. microgyna
- S. f. parvifolia

## Bildgalleri

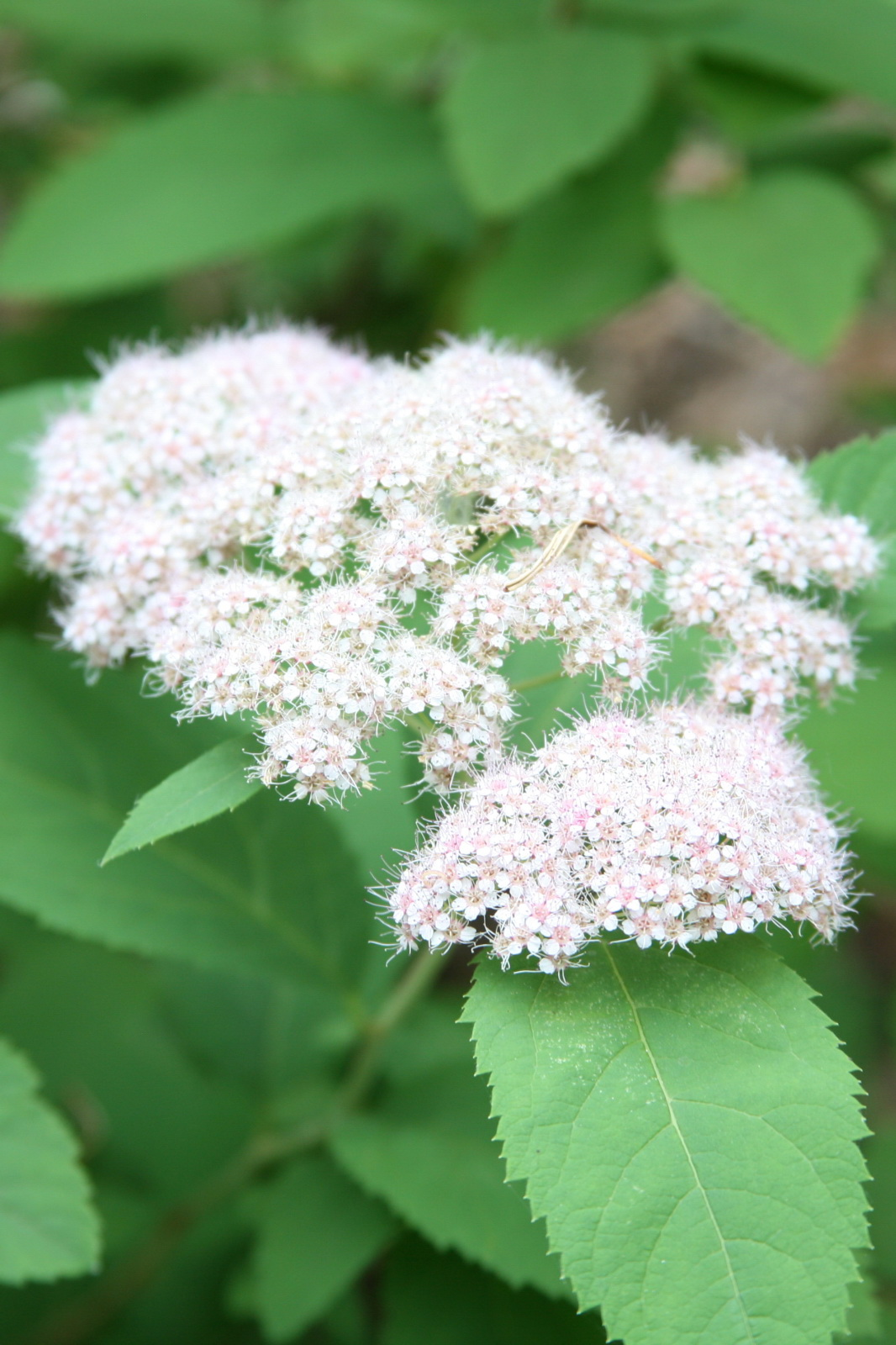
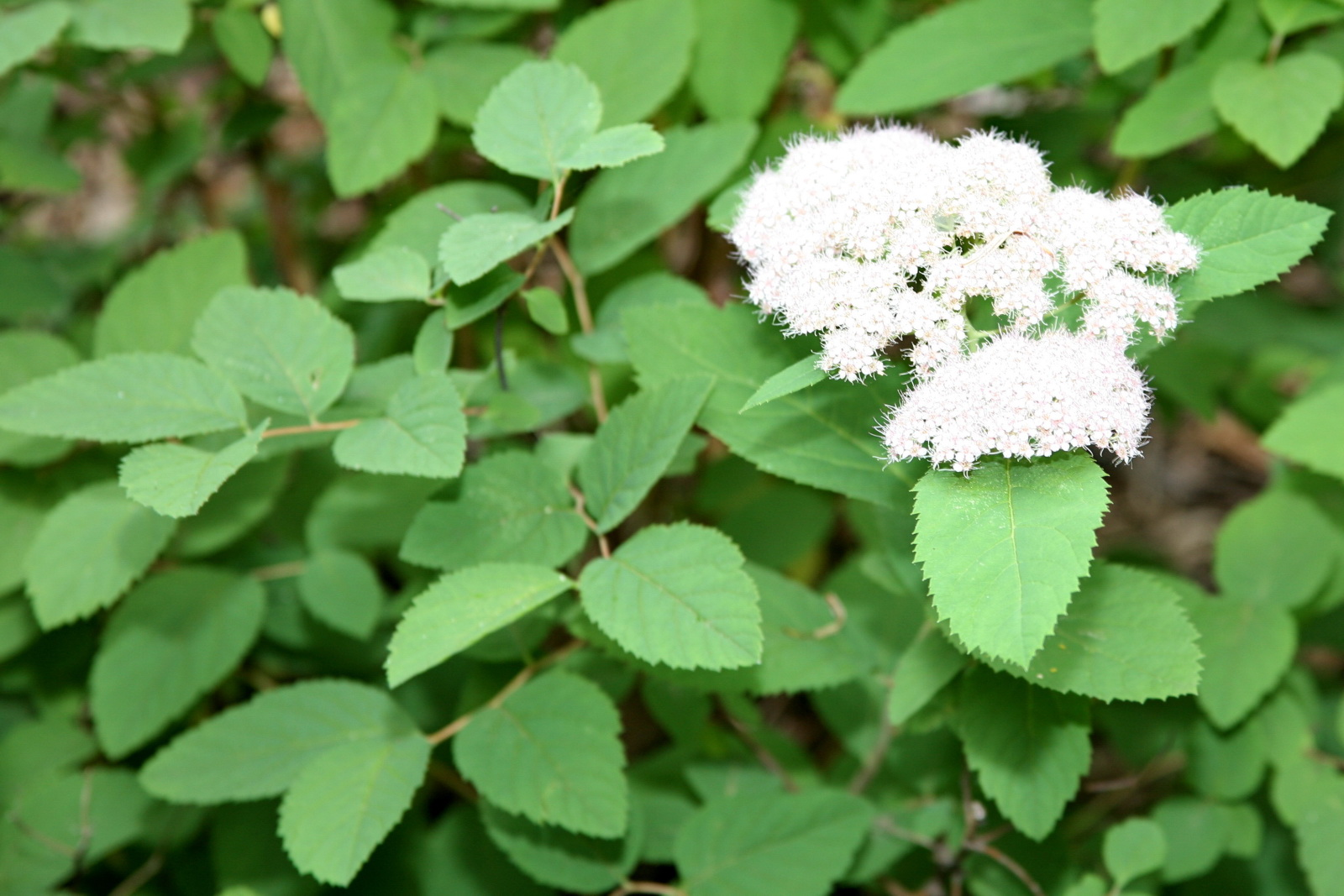
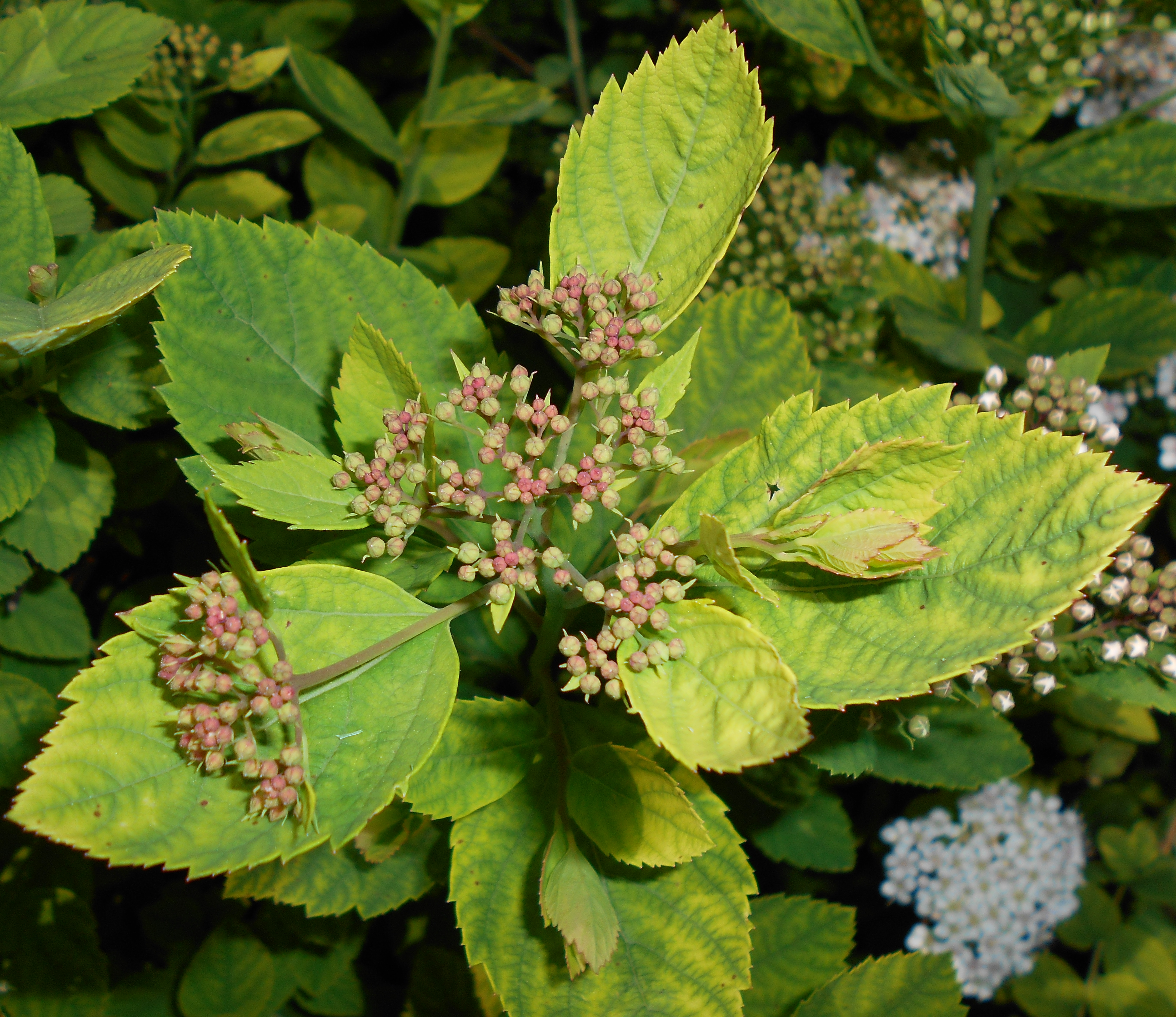
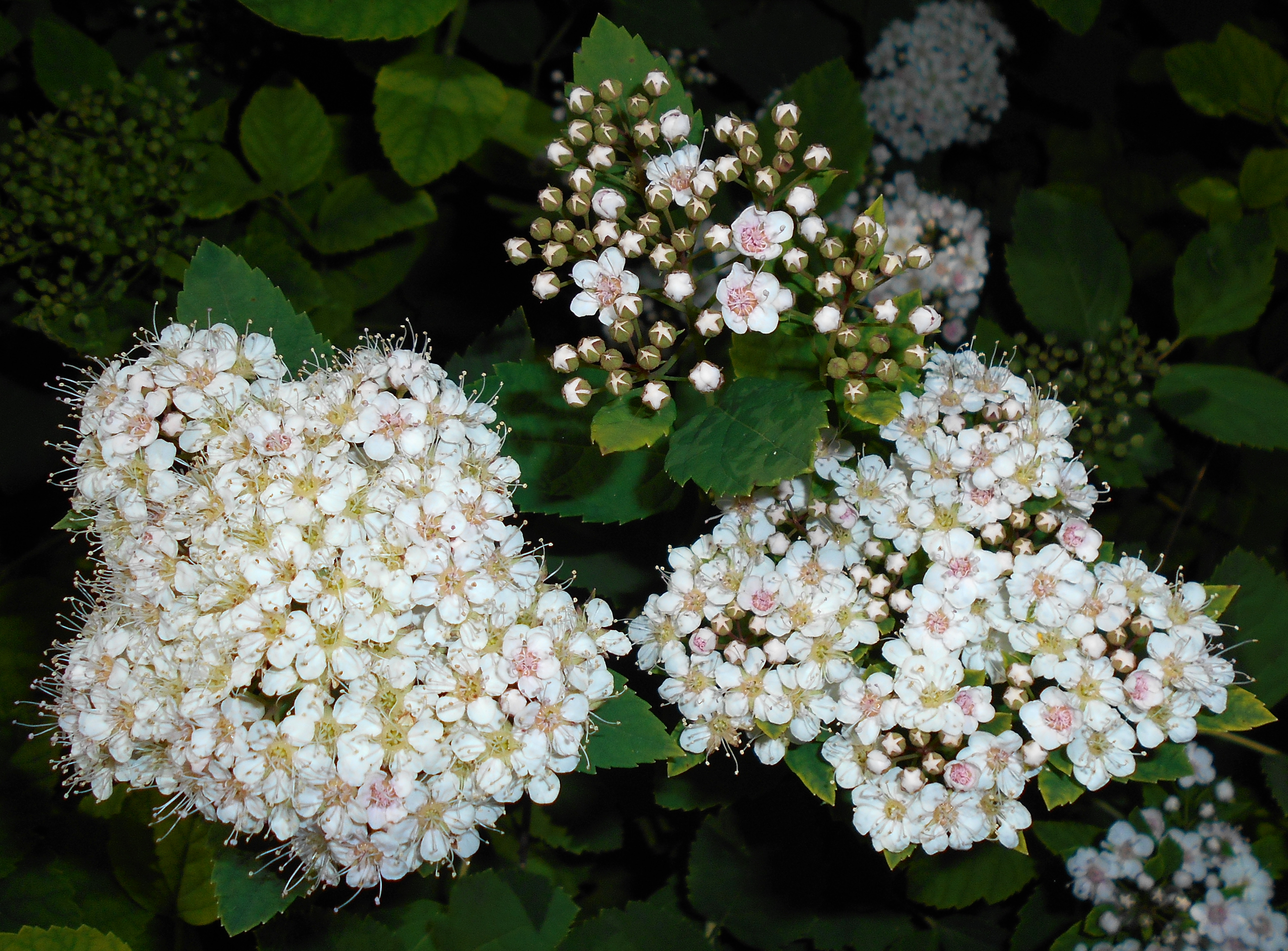